# Lissopimpla obesa
Lissopimpla obesa là một loài tò vò trong họ Ichneumonidae.